# Якобович, Алекс
Алекс Якобович (англ. Alex Jacobowitz, род. 19 мая 1960 года) — музыкант из США, играющий на маримбе и ксилофоне.

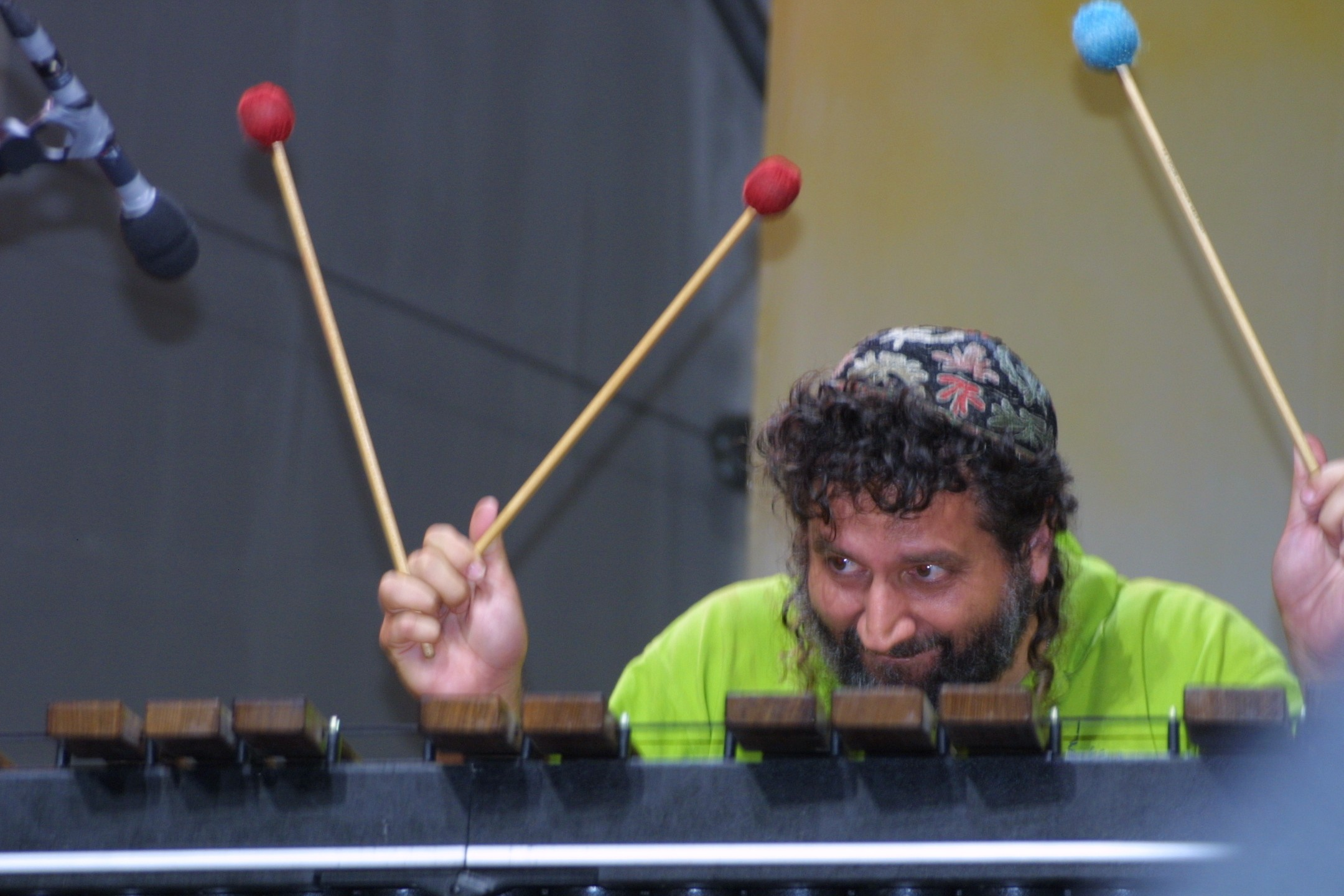
Алекс Якобович

Выступая как на фестивалях, так и на улицах европейских городов, в первую очередь в Германии, он исполняет произведения самых разных стилей — классический репертуар от Иоганна Себастьяна Баха до Эрика Сати, народную музыку от танго и фламенко до музыки клезмер.

## Биография
Родился 19 Мая 1960 в Нью-Йорке. В возрасте 11 лет начал играть и изучать игру на ударных инструментах. С 19 лет играет на ксилофоне и обучается по классу маримбы у Гордона Стаута, Джона Бека и Ли Хауарда Стивенса в Нью Йорке. Свою карьеру уличного музыканта он начинает в конце 80-х — начале 90-х в Нью Йорке, а в 1982-83 годах, получив разрешение на работу в Израиле, играет в Иерусалимском Симфоническом оркестре.
С 1991 Алекс Якобович живет в Берлине и с 1994, под руководством Гиоры Фейдмана, специализируется на музыке клезмер. С 1997 участвует в совместных проектах с Аланом Берном, руководителем группы Brave Old World, а также выступает с соло-концертами на музыкальных фестивалях, участвует в программах на телевидении в Германии, Венгрии, Израиле, Италии, Люксембурге, Польше, Португалии, России, Украине, Швейцарии и Южной Корее. Алекс Якобович входил в состав жюри National Marimba Festival (Южная Африка, 2010), а также принимал участие в многочисленных международных фестивалях, таких как:
- Фестиваль Нессия, Пиза (недоступная ссылка) (Италия, 2011),
- Shir Madness festival в Сиднее (Австралия, 2010),
- Фестиваль Еврейской Культуры в Варшаве (Польша, 2012),
- Фестиваль Еврейской Культуры в Трондхейме (Норвегия, 2012),
- Paul Spiegel FilmFest, Дюссельдорф (Германия, 2012),
- Jewish Film Festival, Будапешт (Венгрия, 2012).

## Творчество

### Диски
- ¡Marimba! — Bach, Beethoven, Couperin. Analogue. (1986)
- Aria — Classical works by Bach, Beethoven, Mozart, Scarlatti, Albéniz, Tárrega. Digital. (1995)
- The Art of Touching Wood — the music of J.S. Bach. Digital. (1996)
- Spanish Rosewood — the music of Spain: D. Scarlatti, Granados, Tárrega, Albéniz, etc. Digital (1997)
- Etz Chaim (Tree of Life) — Jewish traditional: Synagogue music, Yiddish and Israeli songs, klezmer. Digital (1998)
- The Art of Xylos — de Falla, J.S. Bach, Tárrega, Mussorgsky, Schumann, Beethoven, Mozart, Satie etc. Surround (2002) BMG Entertainment
- Fantasy — the music of J.S. Bach. Surround (2006)

### Участие в фильмах
- Heavenly Sounds (צלילים לאלהים) — реж. Idit Gideon, Channel 2, 1991, Израиль
- Spielmänner — Bayerischer Rundfunk, 1995, Германия
- Denk ich an Deutschland…: Ein Fremder — реж. Peter Lilienthal, 2001, Германия
- Magic Marimbas — reg. Eveline Hempel, Mitteldeutscher Rundfunk, 2003, Германия
- Klezmer on Fish Street (недоступная ссылка) — реж. Yale Strom, 2004, США
- Da Spielt die Musik — реж. Benedikt Kuby, Bayerischer Rundfunk, 2005, Германия
- Auf jüdischem Parkett — реж. Esther Slevogt и Arielle Artsztein, Zweites Deutsches Fernsehen, Германия, 2005
- Klezmer in Germany — реж. Caroline Goldie e Krzysztof Zanussi, BBC, WDR, чешский телеканал, Англия и Германия, 2007
- Jewish Blues — реж. Marian Marzynski, PBS, США, 2011
- Married to the Marimba — реж. Alan Rosenthal & Larry Price, Израиль, 2011
- Held der Strasse — реж. Sigrid Faltin, SWR, немецкий телеканал, июль 2012